# Plusquellec
Plusquellec ([plyskɛlɛk] en breton : Pluskelleg) est une commune française du département des Côtes-d'Armor, en région Bretagne.

## Géographie

### Localisation
| Plourac'h | Calanhel    | Callac |
|           | Plusquellec |        |
| Carnoët   |             | Duault |

### Géographie physique
La commune est arrosée par l'Hyères, une rivière qui longe son territoire à l'est.
| - Carte topographique de la commune de Plusquellec. |

## Toponymie
Le nom de la localité est attesté sous les formes Ploescalec en 1268, Ploezescaelec vers 1330, Ploezkalleuc et Ploezescaelleuc en 1368, Plusqualec en 1381, Pluscallec en 1381, Pluscalleuc en 1407, Plusquellec en 1535 et en 1536.
Plusquellec vient du breton : Plou signifiant « paroisse » et Askol, [oscal] en vieux breton, « chardon », signifiant « paroisse du chardon ».

## Héraldique
| Armoiries de Plusquellec | Les armoiries de Plusquellec se blasonnent ainsi : « D'argent aux trois chevrons de gueules, au chef d'azur chargé de deux burelles d'or. » |

## Géographie

### Hydrographie
Pour un article plus général, voir Réseau hydrographique des Côtes-d'Armor.
La commune est située dans le bassin Loire-Bretagne. Elle est drainée par l'Hyère, le ruisseau de Pont hellou, le Guervilly, le ruisseau de Kerandraou, le ruisseau de Kerthomas, le ruisseau de Pont ar floc'h et divers autres petits cours d'eau,.
L'Hyère, d'une longueur de 48 km, prend sa source dans la commune de Callac et se jette  dans l'Aulne en limite de Spézet et de Cléden-Poher, après avoir traversé 15 communes. 
Le Pont Hellou, d'une longueur de 15 km, prend sa source dans la commune de Maël-Pestivien et se jette  dans l'Hyère sur la commune, après avoir traversé six communes. 
Un plan d'eau complète le réseau hydrographique : l'étang de Kerthomas (1,58 ha),.

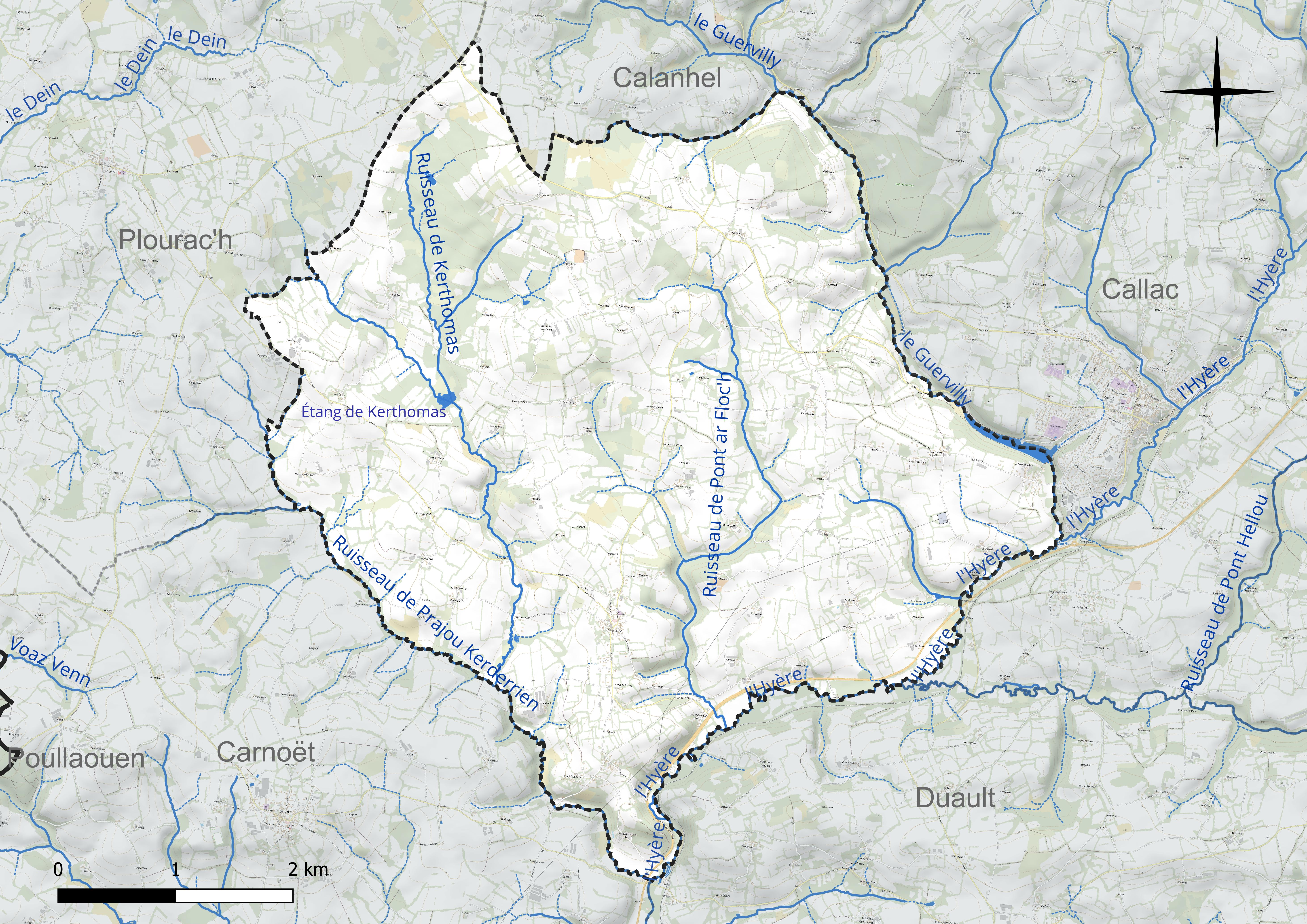
Réseau hydrographique de Plusquellec.

### Climat
Pour des articles plus généraux, voir Climat de la Bretagne et Climat des Côtes-d'Armor.
En 2010, le climat de la commune est de type climat océanique franc, selon une étude du Centre national de la recherche scientifique s'appuyant sur une série de données couvrant la période 1971-2000. En 2020, Météo-France publie une typologie des climats de la France métropolitaine dans laquelle la commune est exposée à un climat océanique et est dans la région climatique Finistère nord, caractérisée par une pluviométrie élevée, des températures douces en hiver (6 °C), fraîches en été et des vents forts. Parallèlement l'observatoire de l'environnement en Bretagne publie en 2020 un zonage climatique de la région Bretagne, s'appuyant sur des données de Météo-France de 2009. La commune est, selon ce zonage, dans la zone « Monts d'Arrée », avec des hivers froids, peu de chaleurs et de fortes pluies.
Pour la période 1971-2000, la température annuelle moyenne est de 10,9 °C, avec une amplitude thermique annuelle de 11 °C. Le cumul annuel moyen de précipitations est de 1 065 mm, avec 16,8 jours de précipitations en janvier et 8,1 jours en juillet. Pour la période 1991-2020, la température moyenne annuelle observée sur la station météorologique la plus proche, située sur la commune de Carhaix-Plouguer à 13 km à vol d'oiseau, est de 11,4 °C et le cumul annuel moyen de précipitations est de 1 112,4 mm,. Pour l'avenir, les paramètres climatiques de la commune estimés pour 2050 selon différents scénarios d'émission de gaz à effet de serre sont consultables sur un site dédié publié par Météo-France en novembre 2022.

## Urbanisme

### Typologie
Au 1er janvier 2024, Plusquellec est catégorisée commune rurale à habitat très dispersé, selon la nouvelle grille communale de densité à 7 niveaux définie par l'Insee en 2022.
Elle est située hors unité urbaine et hors attraction des villes,.

### Occupation des sols
L'occupation des sols de la commune, telle qu'elle ressort de la base de données européenne d’occupation biophysique des sols Corine Land Cover (CLC), est marquée par l'importance des territoires agricoles (89,5 % en 2018), en augmentation par rapport à 1990 (87,9 %). La répartition détaillée en 2018 est la suivante :
zones agricoles hétérogènes (69,9 %), terres arables (10,2 %), prairies (9,4 %), forêts (8,1 %), milieux à végétation arbustive et/ou herbacée (2,4 %). L'évolution de l’occupation des sols de la commune et de ses infrastructures peut être observée sur les différentes représentations cartographiques du territoire : la carte de Cassini (XVIIIe siècle), la carte d'état-major (1820-1866) et les cartes ou photos aériennes de l'IGN pour la période actuelle (1950 à aujourd'hui).

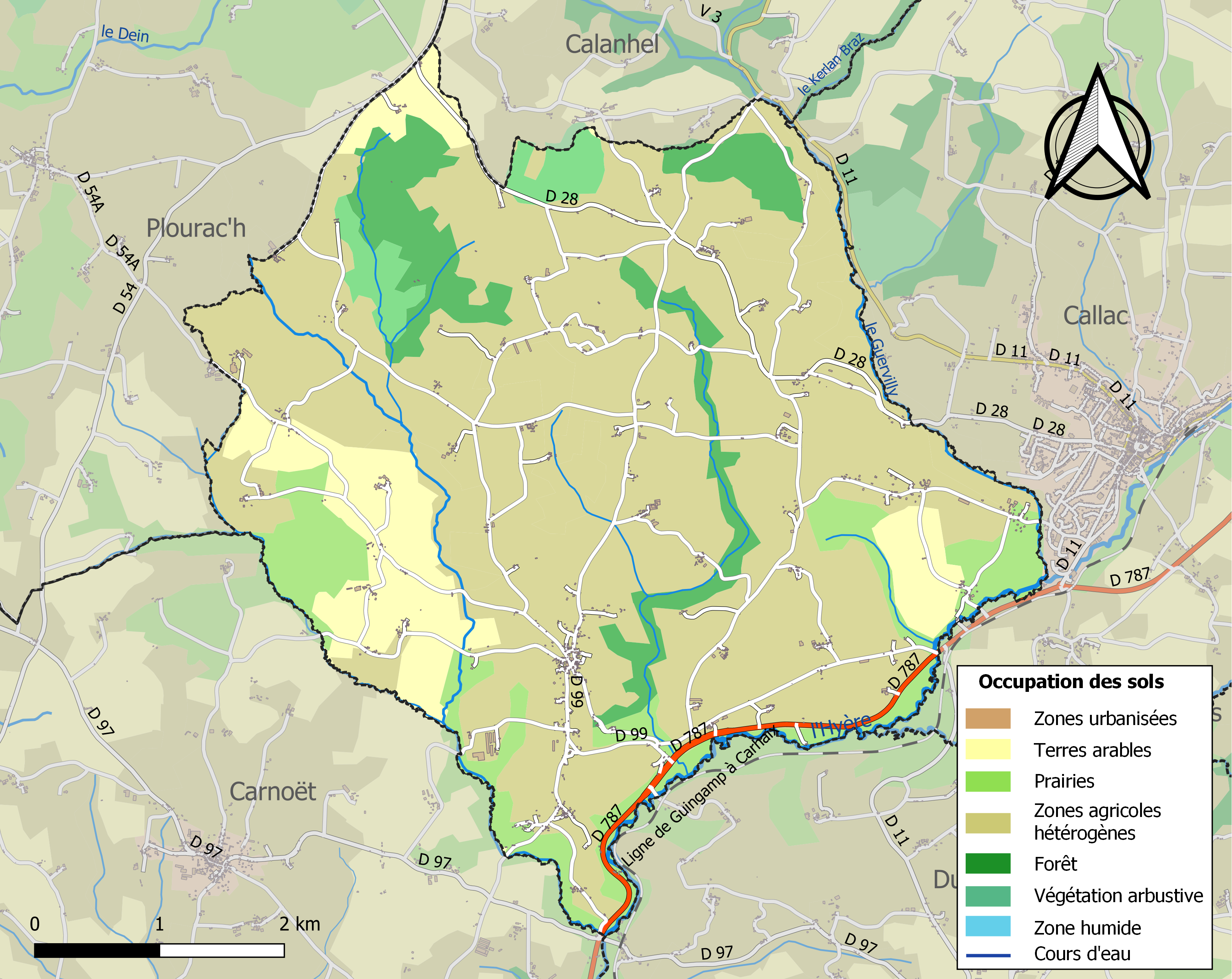
Carte des infrastructures et de l'occupation des sols de la commune en 2018 (CLC).

## Économie
Le tissu économique de Plusquellec est composé de : une dizaine d'agriculteurs, une école primaire, deux bars, un terrain de sports, plusieurs forgerons...

## Histoire

### Étymologie
Plusquellec signifie en breton ploe (paroisse) et oscal (chardon). Plusquellec a connu plusieurs noms : Ploescalec (vers 1330), Ploezkalleuc, Ploezescaelleuc (en 1368), Plusqualec (en 1381), Pluscallec (en 1381), Pluscaleuc (en 1407), Ploesquellec, Plusquellec (en 1535-1536).

### Moyen-Âge
La paroisse de Plusquellec, dont la première trace écrite remonte à 1330, avait pour trèves Calanhel et Botmel, qui devint ensuite Callac.
La famille de Plusquellec, qui était à la tête de la seigneurie du même nom, serait issue de la famille des comtes du Poher, est attestée depuis 1268. À partir du XVe siècle cette famille résida aussi dans le château de Callac (raison pour laquelle par la suite Callac supplanta Botmel) construit par Olivier de Plusquellec et Jeanne de Trogoff, mariés en 1420. Leur fille aînée, Jeanne de Plusquellec (décédée en 1476) épousa Charles IX du Pont, baron du Pont et de Rostrenen.
La seigneurie de La Rivière avait appartenu à Olivier de Gourvinec, capitaine des gardes du duc Jean IV, qui épousa Marguerite de Malestroit et mourut en 1403. En 1432, un sieur de Plusquellec commandait un corps de troupes au siège de Pouancé par le duc de Bretagne. En 1451, un Plusquellec siège aux États de Bretagne.
À la même époque, les quatre fils du chevalier Alain de Plusquellec (1374-1433) et de Marie de Launay (1376-1427), Maurice, Henry, Yves et Guillaume, se délivrent eux-mêmes des lettres de marque, et se font corsaires.
En 1487, le sire de Plusquellec et Louis son frère, ravagent le pays et pillent les châteaux des seigneurs restés fidèles au duc de Bretagne François II.
Le manoir de Kerthomas appartenait à la famille éponyme, puis passa par mariages successifs d'héritiers, aux mains de la famille de Poulmic, puis de celle de Kerouartz, qui conservèrent Kerthomas jusqu'au XIXe siècle. Un autre manoir, celui de la Boëssière, appartenait à la famille du même nom, avant de passer successivement au fil des siècles suivants aux mains des de Lezandevez, puis Quellenec, Le Saint, de Boisguézennec et enfin de Crésolles. Un autre manoir, disparu, existait probablement à Coatléau.

### Époque moderne

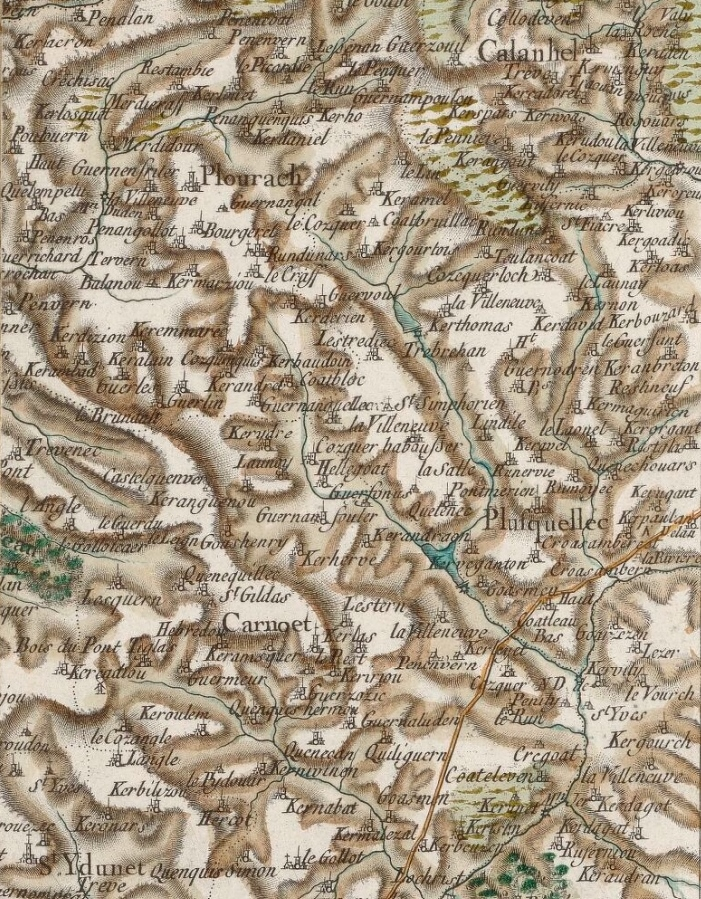
Carte de Cassini des paroisses de Plusquellec, Plourac'h et Carnoët (1784).

Jean-Baptiste Ogée décrit ainsi Plusquellec en 1778 :

« Plusquelec : à 14 lieues au Nord-Est de Quimper, son évêché ; à 19 lieues de Rennes ; et à 1 lieue de Callac, sa subdélégation. Cette paroisse relève du Roi, et ressortit à Carhaix ; elle compte 3 600 communiants, y compris ceux de Botmel et Callanhuel, ses trèves : la cure est à l'alternative. La haute, moyenne et basse justice de Cotléan [Coatléau] appartient à Madame du Loch. Ce territoire, plein de vallons et de monticules, offre à la vue des terres en labeur, des prairies, des arbres fruitiers et des landes. (...). »

Plusquellec possédait 4 chapelles : Coatléau (reconstruite en 1856), Locmélard, Saint-Fiacre (restaurée en 1933) et Saint-Julien (en ruine en 1807).

### LeXIXesiècle
A. Marteville et P. Varin, continuateurs d'Ogée décrivent ainsi Plusquellec en 1853 :

« Plusquellec : commune formée de l'ancienne paroisse de ce nom, moins ses trèves Botmel (aujourd'hui Callac) et Calanhel. (...) Principaux villages : Rundunec, Liffernec, Kernon, Kerlouas, Kerbouzard, Kerambréton, Restineuff, la Boissière, Kerdirion, Resclas, Kerugant, Kerorgant, Helloét, Goasmin, Runervy, Lindilé, le Guellec, Coatanec'h, Guébihan-Guelec, Lestrédiec, Kercortes, Coat-Léan. Superficie totale 2 631 hectares, dont (...) terres labourables 1 496 ha, prés et pâturages 32 ha, bois 62 ha, vergers et jardins 51 ha, landes et incultes 604 ha, étangs 4 ha (...). Moulins 5 (du Pont, de la Boissière, de Coat-Léan ; à eau). La grande route de Carhaix à Callac traverse cette commune dans sa partie sud, depuis le pont de Coat-Léan jusqu'à celui d'Ar-Varquès. (...) Géologie : roches feldspathiques dans le nord-est ; anciens gisements de plomb. On parle le breton. »

### LeXXesiècle

#### La Première Guerre mondiale
Le monument aux morts de Plusquellec porte les noms de 63 soldats morts pour la France pendant la Première Guerre mondiale. Parmi eux 5 soldats (François Auffret, François Guézennec, Yves Guillaume, René Le Borgne, Louis Le Guilloux) sont décédés sur le front belge ; un soldat (Jean Le Fer) est décédé de maladie alors qu'il était interné en Suisse après avoir été prisonnier en Allemagne et un autre (Jean Daniel) pendant sa captivité en Allemagne, les autres sont décédés sur le sol français, dont Louis Le Gall, qui fut décoré de la croix de guerre.
François Denès, né en 1889 à Plusquellec, soldat au 47e régiment d'infanterie fut fusillé pour l'exemple le 27 octobre 1915 à Vienne-le-Château (Marne) pour « ivresse et abandon de poste en présence de l'ennemi ».

#### La Seconde Guerre mondiale
Emmanuel Thépault, né le 4 juin 1916 à Plusquellec, terrassier-cimentier à Aulnay-sur-Iton (Eure), fut fusillé le 21 septembre 1942 au Mont Valérien et Yves Guinamant, aussi originaire de Plusquellec, cheminot et résistant, fut assassiné par les Allemands le 3 août 1944 à Mégrit (Côtes-du-Nord).

### LeXXIesiècle
Les écoles de Plourac'h, Carnoët et Plusquellec se sont unies en un regroupement pédagogique intercommunal (RPI), constitué de trois classes, réparties entre les trois communes (ce sont les deux classes de CP et de maternelle qui se trouvent à Plusquellec ; 30 élèves en tout à la rentrée 2023). En février 2024 les maires de celles-ci demandent l'ouverture pérenne de la quatrième classe, obtenue à titre provisoire en 2023, ce qui était refusé par l'inspection académique, mais a été finalement accordé.

## Politique et administration

### Liste des maires
| Période                                  | Période                   | Identité                   | Étiquette | Qualité                                                                                            |
| ---------------------------------------- | ------------------------- | -------------------------- | --------- | -------------------------------------------------------------------------------------------------- |
| Les données manquantes sont à compléter. |                           |                            |           | |
| avant 1935                               | après 1939                | Jean Capitaine             |           | |
| mai 1953                                 | mars 1965                 | Armand Nédélec (1914-2010) |           | Agriculteur Officier du Mérite agricole (1981)                                                     |
| mars 1965                                | juin 1995                 | Marcel Milbeau (1925-2007) | PCF       | Agriculteur, maire honoraire                                                                       |
| juin 1995                                | mars 2001                 | Christian Le Gac           |           | Agriculteur                                                                                        |
| mars 2001                                | En cours (au 28 mai 2020) | Jacques Le Creff           | PS        | Chef de production Président de la CC Callac - Argoat (2008 → 2016) Réélu pour le mandat 2020-2026 |

## Démographie
L'évolution du nombre d'habitants est connue à travers les recensements de la population effectués dans la commune depuis 1793. Pour les communes de moins de 10 000 habitants, une enquête de recensement portant sur toute la population est réalisée tous les cinq ans, les populations de référence des années intermédiaires étant quant à elles estimées par interpolation ou extrapolation. Pour la commune, le premier recensement exhaustif entrant dans le cadre du nouveau dispositif a été réalisé en 2005.

En 2022, la commune comptait 557 habitants, en évolution de +5,49 % par rapport à 2016 (Côtes-d'Armor : +1,78 %, France hors Mayotte : +2,11 %).
| 1793  | 1800 | 1806  | 1821  | 1831  | 1836  | 1841  | 1846  | 1851  |
| ----- | ---- | ----- | ----- | ----- | ----- | ----- | ----- | ----- |
| 1 062 | 923  | 1 201 | 1 152 | 1 274 | 1 368 | 1 342 | 1 442 | 1 502 |

| 1856  | 1861  | 1866  | 1872  | 1876  | 1881  | 1886  | 1891  | 1896  |
| ----- | ----- | ----- | ----- | ----- | ----- | ----- | ----- | ----- |
| 1 432 | 1 511 | 1 561 | 1 479 | 1 570 | 1 550 | 1 597 | 1 648 | 1 650 |

| 1901  | 1906  | 1911  | 1921  | 1926  | 1931  | 1936  | 1946  | 1954  |
| ----- | ----- | ----- | ----- | ----- | ----- | ----- | ----- | ----- |
| 1 612 | 1 682 | 1 661 | 1 574 | 1 518 | 1 331 | 1 260 | 1 190 | 1 003 |

| 1962 | 1968 | 1975 | 1982 | 1990 | 1999 | 2005 | 2006 | 2010 |
| ---- | ---- | ---- | ---- | ---- | ---- | ---- | ---- | ---- |
| 902  | 825  | 699  | 575  | 551  | 521  | 498  | 504  | 570  |

| 2015 | 2020 | 2022 | - | - | - | - | - | - |
| ---- | ---- | ---- | - | - | - | - | - | - |
| 533  | 546  | 557  | - | - | - | - | - | - |

## Culture locale et patrimoine

### Lieux et monuments
- Église Notre-Dame de Grâces et ossuaire, inscrits aux monuments historiques depuis 1926[36]. L'église date en grande partie du XVIe siècle, mais a été restaurée plusieurs fois aux XVIIIe siècle et XIXe siècle ; elle abrite les tombeaux de François de Kerouartz (décédé en 1557) et Marguerite de Poulmic, seigneur et dame de Kerthomas.
- Croix du XVIIe siècle, inscrite au titre des monuments historiques par arrêté du 24 mars 1926[37].

### Personnalités liées à la commune
- Charles Hercule de Keranflec'h, né en 1711 à Botmel, alors trève de Plusquellec, décédé le 28 février 1787 au château de Rosneven en Pestivien, écrivain et philosophe, auteur de plusieurs ouvrages, dont "L'Hypothèse des petits tourbillons", d'une "Dissertation sur les miracles" et d'une "Explication de l'Apocalypse" publiés entre 1760 et 1782[38].
- François Abgrall né en 1757 au manoir de Kerthomas, commune de Plusquellec et décédé en 1805 à Quimper, homme politique.
- Gal Vallerius, baron de la drogue du "dark-web" condamné en octobre 2018 à 20 ans de réclusion criminelle pour trafic de stupéfiant résidait dans la commune avant son arrestation[39]